# Tatochila stigmadice
Tatochila stigmadice is een vlindersoort uit de familie van de Pieridae (witjes), onderfamilie Pierinae.
Tatochila stigmadice werd in 1894 beschreven door Staudinger.